# Spuisluis

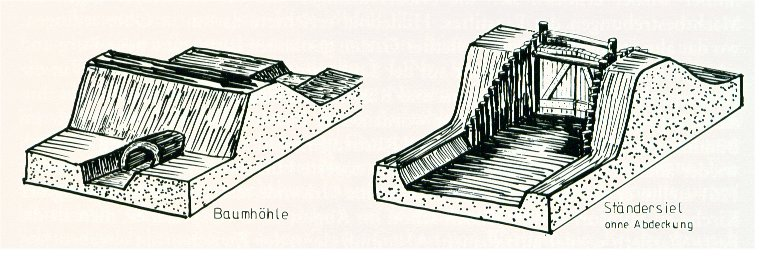
Spuien door een duiker (links) en via een spuisluis

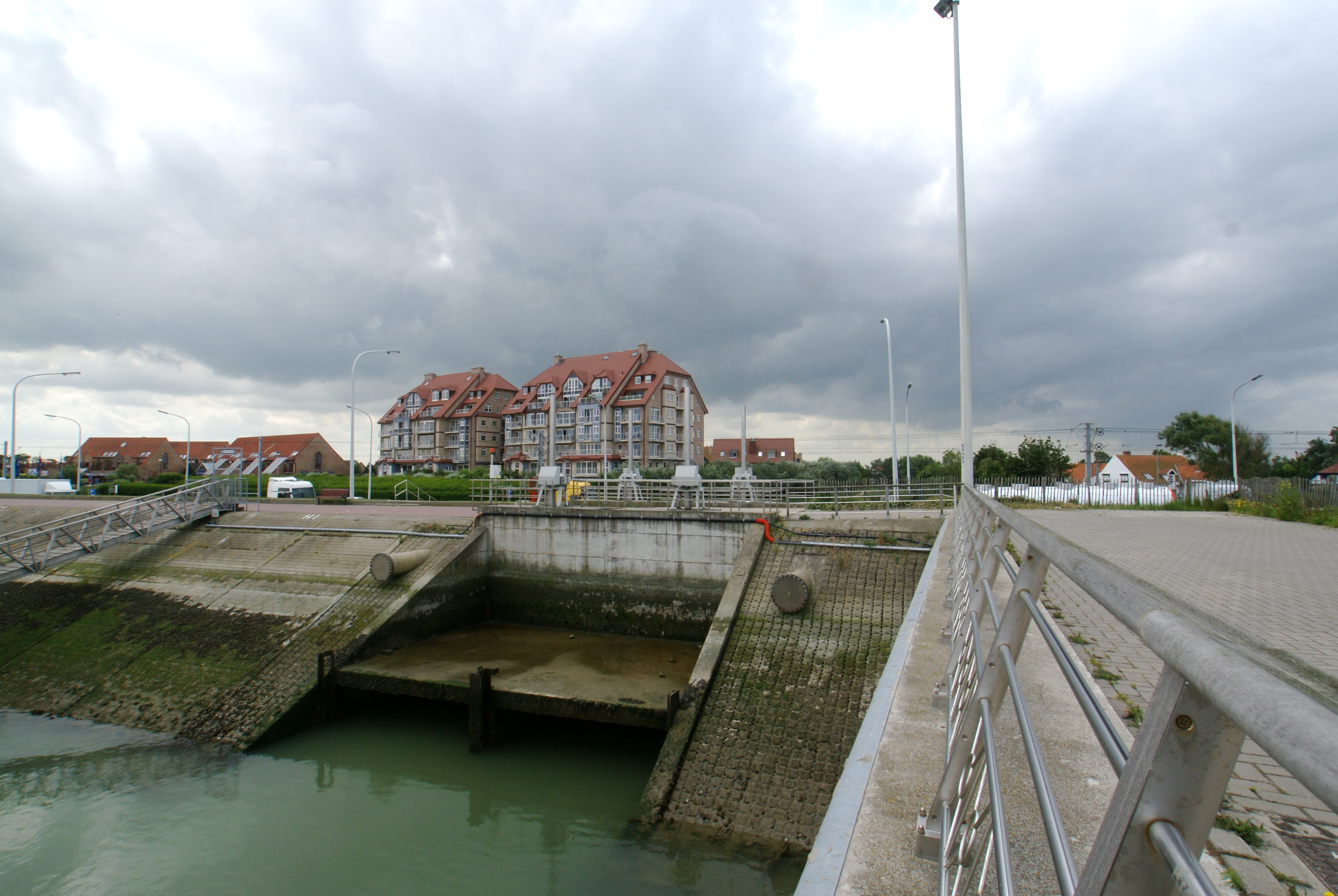
Spuisluis van de Blankenbergse Vaart te Blankenberge

Een spuisluis, ook wel keersluis, uitwateringssluis, suatiesluis, getijdensluis of zijl genoemd, is een sluis bedoeld om binnenwater te spuien en buitenwater te keren. Vandaar dat het ook wel keersluis wordt genoemd.
De naam is afgeleid van Middelnederlands spoye dat 'sluis', 'sluiskolk', 'sluiskom' of 'sluisbekken' betekent. Het is verwant aan het woord spugen. De sluiskolk was vroeger vooral bedoeld om water op te stuwen, waarmee het uitwateringkanaal kon worden doorgespoeld om overtollig slik te verwijderen.
Een ander woord voor spuisluis is zijl. Veel plaatsnamen in Nederland en Noord-Duitsland bevatten het element -zijl of -siehl.
Een spuisluis is iets anders dan een waterkering of stormvloedkering (in Duitsland ook wel 'Sperrwerk' genoemd): die dient om grotere rivieren af te sluiten.
De meeste spuisluizen zijn niet geschikt voor het doorlaten van schepen. Dit in tegenstelling tot een schutsluis, die ten minste twee paar brede hoge deuren heeft, waartussen zich een sluiskamer voor schepen bevindt. Door het laten in- of uitstromen van water kan men het waterpeil laten stijgen of dalen, waardoor het hoogteverschil tussen twee vaargebieden overbrugd kan worden.
Veel sluizen en zijlen hadden vroeger een derde paar deuren, waardoor ze min of meer als schutsluis konden fungeren.
Eenvoudige spuisluizen, meestal met een enkel stel deuren of een horizontale klep, worden ook wel klepduiker, klief of pomp genoemd.

## Grachten
Een spuisluis werd vaak ingezet om het peil van de binnenwateren van een stad te regelen. Zo is op de Nete even buiten Lier een spuisluis gebouwd, om een teveel aan water van de bovenloop zo nodig uit de stad te kunnen houden. Het gebouw op die sluis heet 'het Spui'. Ook in andere steden vindt men Spui of "het spui" nog terug in namen van straten of pleinen, zoals onder meer in Amsterdam en Den Haag.
Een extra functie die veel spuisluizen in steden hebben is het doorspoelen van een haven of gracht, het zogenoemde schuren. Door het binnenwater te verzamelen, eventueel in een spuikom, alvorens de sluis te openen, wordt bij opening een krachtige stroming opgewekt die aangeslibd zand en vuil wegspoelt.